# 冰岛大学

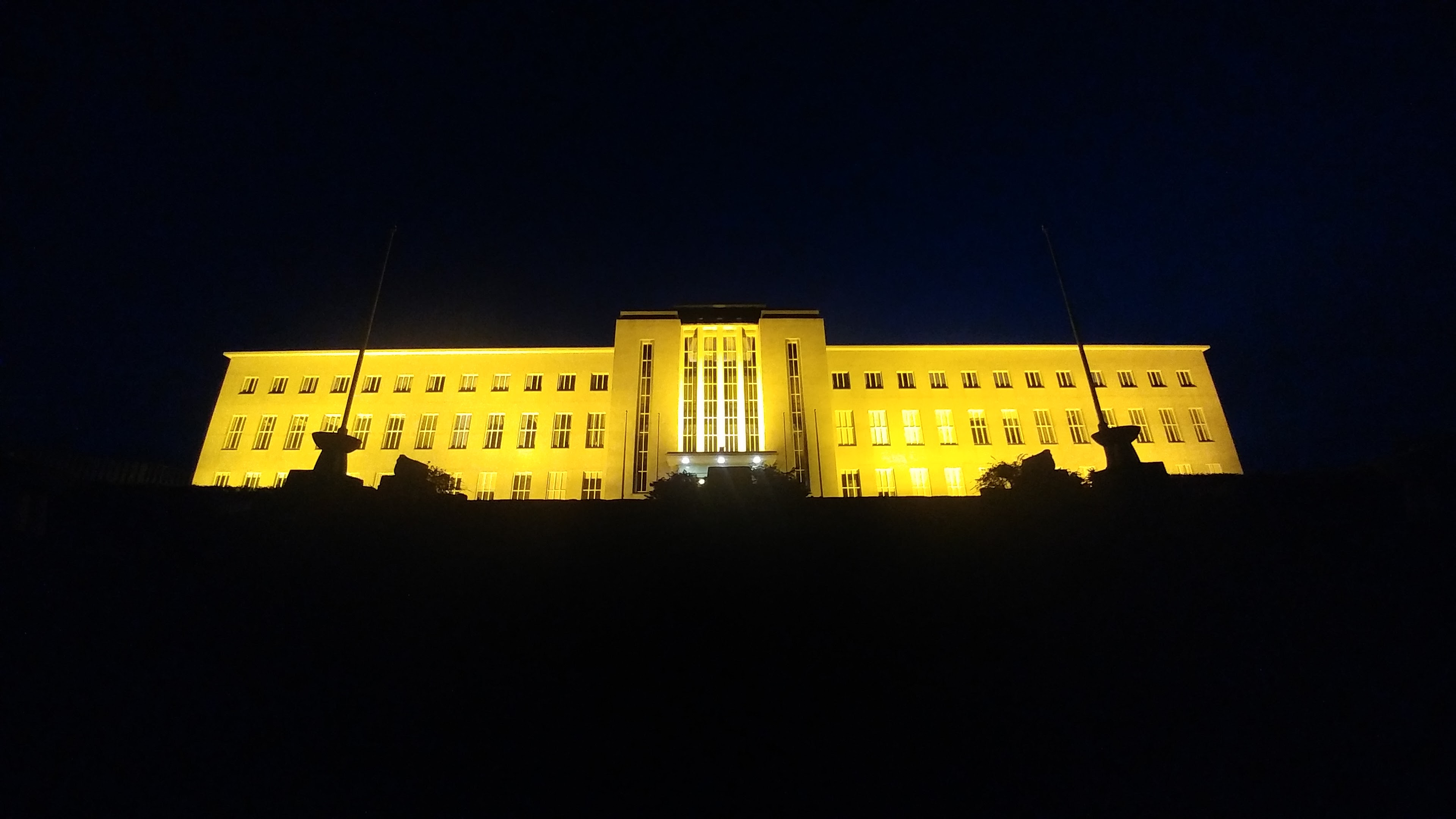
夏日午夜的主樓

冰岛大学是一所位於冰岛雷克雅維克的公立研究型大学，而且是該國最古老、规模最大的高等教育機構。成立於1911年的冰島大學由小規模的公務人員學校穩定發展為現代綜合大學，其設有二十五個學系且擁有14,000多名學生。社會科學、人文學、醫學、工程學、自然科學、師資培育學皆有提供教學與研究。該校校園集中在雷克雅維克市中心的南街（Suðurgata）周圍，其他設施則分布在附近地區以及郊外。

## 組織

### 學院與學系
- 社會科學院（Félagsvísindasvið）
  - 社會學、人類學與民俗學系（Félagsfræði-, mannfræði- og þjóðfræðideild）
  - 社會工作學系（Félagsráðgjafardeild）
  - 經濟學系（Hagfræðideild）
  - 法律學系（Lagadeild）
  - 政治學系（Stjórnmálafræðideild）
  - 企業學系（Viðskiptafræðideild）
- 健康科學院（Heilbrigðisvísindasvið）
  - 護理學系（Hjúkrunarfræðideild）
  - 藥學系（Lyfjafræðideild）
  - 醫學系（Læknadeild）
  - 食品與營養學系（Matvæla- og næringarfræðideild）
  - 心理學系（Sálfræðideild）
  - 牙醫學系（Tannlæknadeild）
- 人文學院（Hugvísindasvið）
  - 神學與宗教學系（Guðfræði- og trúarbragðafræðideild）
  - 冰島與文化學系（Íslensku- og menningardeild）
  - 語言與文化學系（Mála- og menningardeild）
  - 歷史學與哲學系（Sagnfræði- og heimspekideild）
- 教育學院（Menntavísindasvið）
  - 科目教學系（Deild faggreinakennslu）
  - 健康促進、運動與休閒學系（Deild heilsueflingar, íþrótta og tómstunda）
  - 教學與教育學系（Deild kennslu- og menntunarfræði）
  - 教育與多樣性學系（Deild menntunar og margbreytileika）
- 工程學與自然科學院（Verkfræði- og náttúruvísindasvið）
  - 工業工程學、機械工程學與計算機科學系（Iðnaðarverkfræði-, vélaverkfræði- og tölvunarfræðideild）
  - 地球科學系（Jarðvísindadeild）
  - 生命與環境科學系（Líf- og umhverfisvísindadeild）
  - 電機與計算機工程學系（Rafmagns- og tölvuverkfræðideild）
  - 實驗科學系（Raunvísindadeild）
  - 環境與土木工程學系（Umhverfis- og byggingarverkfræðideild）

## 學術

### 排名
2018年泰晤士高等教育將冰島大學列在全球251-300名。